# Circonscription de Mena
La circonscription de Mena est une des 177 circonscriptions législatives de l'État fédéré Oromia, elle se situe dans la Zone Balé. Son représentant actuel est Abebe Mebratu Kebret.